# Laemophloeus concinnus
Laemophloeus concinnus is een keversoort uit de familie dwergschorskevers (Laemophloeidae). De wetenschappelijke naam van de soort werd in 2013 gepubliceerd door Oldfield Thomas.